# الهام فلاح (داستان‌نویس)
الهام فلاح (متولد ۱۳۶۲) داستان‌نویس و منتقد ادبی ایرانی است. آثار این نویسنده نامزد و برگزیده رقابت‌های ادبی متعدد شده‌است؛ از جمله در هفتمین دوره جایزه ادبی پروین اعتصامی به خاطر رمان خون‌مردگی به عنوان برگزیده معرفی شده‌است. همچنین به عنوان برگزیده یازدهمین دوره جایزه ادبی جلال آل‌احمد در بخش آتیه داستان ایرانیان معرفی شده‌است.

## زندگی‌نامه
فلاح متولد دوم اردیبهشت ۱۳۶۲ در بوشهر، و فارغ‌التحصیل رشته کامپیوتر گرایش سخت‌افزار از دانشگاه آزاد اسلامی قزوین است. نوشتن را از سال‌های کودکی با نشریه کیهان بچه‌ها آغاز کرد.

## آثار
به قلم الهام فلاح چندین رمان، مجموعه داستان و فیلم‌نامه منتشر شده‌است.
- زمستان با طعم آلبالو (رمان. انتشارات ققنوس. ۱۳۹۱)[۶]
- سامار (رمان. انتشارات ققنوس. ۱۳۹۲)[۷]
- کشور چهاردهم (مجموعه داستان به هم پیوسته. ۱۳۹۳)
- خون‌مردگی (رمان. نشر چشمه. ۱۳۹۴)
- زال و رودابه (رمان نوجوان. نشر هوپا. ۱۳۹۴)
- همه دختران دریا (رمان. انتشارات ققنوس. ۱۳۹۵)[۸]
- نفرین گربه (رمان نوجوان. انشارات هوپا. ۱۳۹۶)
- به من نگاه کن (رمان. انتشارات ققنوس. ۱۳۹۷)[۵]
- تابستان داغ (کارگردان ابراهیم ایرج‌زاد) فیلم‌نامه
- خون‌خواهی (رمان. انتشارات ققنوس. ۱۳۹۸)[۹]
- اسب چوبی (رمان. انتشارات ققنوس. ۱۴۰۱)[۱۰][۱۱]

## دست‌آوردها
آثار الهام فلاح در رقابت‌های ادبی متعددی مورد توجه قرار گرفته‌است.
- برگزیده یازدهمین دوره جایزه جلال آل‌احمد در بخش آتیه داستان ایرانیان[۳]
- برگزیده هفتمین دوره جایزه ادبی پروین اعتصامی برای رمان خون‌مرگی[۱۴]
- نامزد نهایی دومین دوره جایزه ادبی چهل[۱]

## دیگر فعالیت‌ها
- الهام فلاح به عنوان نویسنده و منتقد ادبی از نخستین سال‌های دهه هشتاد تا کنون با نشریه‌ها و رسانه‌های مختلفی همکاری داشته‌است.[۱۵]
- فعالیت‌های صنفی و مسئولت در انجمن صنفی داستان‌نویسان تهران[۱۶]از دیگر فعالیت‌های اجتماعی و عمومی این داستان‌نویس است.[۱۷]همچنین در دوازدهمین دوره انتخابات ریاست جمهوری همراه جمعی از نویسندگان از نامزدی حسن روحانی در انتخابات اعلام حمایت کرد.[۱۸] حمایت از فعالیت‌های خیریه در همکاری با نویسندگان نیز وجهی دیگر از فعالیت‌های اجتماعی این نویسنده است.[۱۹]
- دبیری و داوری در جشنواره‌های ادبی مانند کوچه، .... از دیگر فعالیت‌های اجرایی الهام فلاح است.[۲۰] همچنین حضور در نشست‌های ادبی به عنوان مجری، منتقد[۲۱] و سخنران[۲۲] از دیگر فعالیت‌های اوست.[۲۳][۲۴]

## نقد و بررسی آثار
آثار داستانی الهام فلاح بارها در نشست‌های ادبی یا رسانه‌ها مورد نقد و بررسی منتقدان قرار گرفته‌است.
- حمید بابایی داستان‌نویس در نقد رمان زمستان با طعم آلبالو عنوان کرده بود[۲۵]

متن داستان شاعرانه است و در خدمت رمانتیک بودن قصه است. در این کتاب با یک رمان واقع‌گرای مدرن روبه‌رو هستیم که به نوعی مدرن است و داستانی رمانتیک دارد. این رمان متفاوت از دیگر داستان‌هایی که نویسنده زن دارد در خلق شخصیت‌ها و دیالوگ‌های موفق بوده‌است.

در خبرگزاری مهری در معرفی و بررسی رمان اسب چوبی آمده‌است.

رمان جدید الهام فلاح دربارهٔ کسانی است که با وجود همه تلاش و کوششی که برای بهبود زندگی و روابط‌شان دارند، موفق نمی‌شوند حتی یک‌قدم در این‌راه پیش بروند. داستان این‌کتاب دربارهٔ زنانی است که عشقی در دل دارند اما از مطرح‌کردنش می‌ترسند و با زنجیری بسته و محدود شده‌اند که زنان دیگر آن را بافته‌اند.

همچنین در معرفی و بررسی رمان خون‌خواهی آمده‌است.

داستان این‌رمان دربارهٔ نسل‌های مختلف و کشورهای مختلفی چون ایران و عراق و برهه جنگ ۸ ساله است. آدم‌های این‌قصه هم از کشورهای مختلفی از آسیا و اروپا از جمله ایران، عراق، فرانسه و آلمان هستند و با مفاهیمی چون برادرکشی، جنگ، عشق، نفرت، خون، تولد و … روبرو می‌شوند.